# Alfred Pillet
Alfred Pillet (Breslau, Baixa Silèsia, Prússia, 25 de gener de 1875 - Königsberg, Prússia (actual Kaliningrad), 27 d'octubre de 1928) fou un romanista i filòleg alemany.

## Vida
Pillet va néixer a Breslau, aleshores a Prússia, fill d'un professor de francès d'origen suís (André Pillet) i de mare germanòfona, de manera que visqué en un ambient bilingüe. El 1892 va acabar els estudis secundaris a la seva ciutat i estudià després a la Universitat de Breslau llengües modernes i germanística. Allà fou professor seu, entre d'altres, el romanista Carl Appel. El 1893 estudià a la Universitat de Berlín amb, entre d'altres, Adolf Tobler.
Es va doctorar en Filosofia el 1896 a Breslau amb una tesi sobre Die neuprovenzialischen Sprichwörter der jüngeren Cheltenhamer Liederhandschrift. El 1898 viatjà a París i hi estudià en el seminari de Gaston Paris. De tornada a Breslau, hi presentà el 1901 la tesi d'habilitació.
Després de passar per la Universitat de Münster, el 1911 fou nomenat professor de Filologia Romànica a la Universitat de Königsberg on restà fins a la seva mort. El curs 1925-1925 fou rector d'aquesta universitat.

## Obra
A més d'algunes publicacions, poc nombroses, en l'àmbit de la lírica trobadoresca, Alfred Pillet és conegut sobretot entre els romanistes per la publicació pòstuma de la Bibliographie der Troubadours ("Bibliografia dels trobadors") el 1933. Aquesta obra fou feta en col·laboració i completada i preparada per a la publicació per Henry Carstens. Pillet hi havia treballat una vintena d'anys.
En aquesta obra es fa un inventari de tots els trobadors, per ordre alfabètic, i de totes les composicions aleshores conegudes: a cada trobador se li adjudica un número i a cada composició, igualment. Per exemple, Arnaut Daniel és el número 29 i les seves composicions s'identifiquen com a 29.1, 29.2, etc., ordenant també les composicions per l'ordre alfabètic del primer mot del primer vers. D'aquesta manera la referència al repertori de Pillet i Carstens, sovint abreujat "PC", és una mena de "carnet d'identitat" per a cada composició i cada trobador i és la que citen els occitanistes sistemàticament en les seves publicacions (vegeu, per exemple, la pàgina web RIALTO).
Per a autors o composicions que s'han conegut després de la publicació del repertori, s'han intercalat els números corresponents amb lletres diferenciadores.
Aquest repertori és el repertori de referència, juntament amb el repertori de la mètrica trobadoresca d'Istvan Frank.

## Obra publicada
- Die neuprovenzalischen Sprichwörter der jüngeren Cheltenhamer Liederhandschrift 1896 [Tesi doctoral]
- Das Fableau von den Trois bossus Ménestrels und verwandte Erzählungen früher und später Zeit, ein Beitrag zur altfranzösischen und zur vergleichenden Litteraturgeschichte 1901 [Tesi d'habilitació]
- Studien zur Pastourelle 1902
- Beiträge zur Kritik der ältesten Troubadours 1911
- Zum Ursprung der altprovenzalischen Lyrik Halle 1928
- Bibliographie der Troubadours... ergänzt, weitergeführt und herausgegeben von Dr. Henry Carstens. Halle: Niemeyer, 1933 [n'hi ha reprints]